# Championnat de Suisse de baseball 2007
Navigation
2006 2008
Le Championnat de Suisse de baseball 2007, dit Ligue Nationale A, est la 27e édition de cette épreuve mettant aux prises les huit meilleures équipes suisses.
Les Bern Cardinals s'imposent 3-0 dans la série finale face aux Zürich Challengers. C'est leur quatrième titre dans la compétition, le troisième consécutif.

## Format
Les équipes sont réparties dans deux poules en saison régulière. Les deux premiers de poule sont qualifiés pour les demi-finales croisées au meilleur des trois rencontres et finale au meilleur des cinq rencontres.

## Clubs participants
| \| Zürich: Zürich Barracudas Zürich Challengers Bern Cardinals Embrach Rainbows Lausanne Indians Reussbühl Eagles Sissach Frogs Therwil Flyers Zürich \| Localisation des clubs engagés dans le championnat. |
| Zürich: Zürich Barracudas Zürich Challengers Bern Cardinals Embrach Rainbows Lausanne Indians Reussbühl Eagles Sissach Frogs Therwil Flyers Zürich                                                           |

| Équipe             | Ville    | Titres |
| ------------------ | -------- | ------ |
| Bern Cardinals     | Berne    | 3      |
| Embrach Rainbows   | Embrach  | 0      |
| Lausanne Indians   | Lausanne | 0      |
| Reussbühl Eagles   | Littau   | 0      |
| Sissach Frogs      | Sissach  | 0      |
| Therwil Flyers     | Therwil  | 7      |
| Zürich Barracudas  | Zurich   | 2      |
| Zürich Challengers | Zurich   | 8      |

## Saison régulière
| Pl. | Équipe           | J  | V  | D  | %    |
| --- | ---------------- | -- | -- | -- | ---- |
| 1   | Bern Cardinals   | 20 | 18 | 2  | .900 |
| 2   | Reussbühl Eagles | 20 | 12 | 9  | .600 |
| 3   | Therwil Flyers   | 20 | 11 | 9  | .550 |
| 4   | Sissach Frogs    | 20 | 5  | 15 | .250 |

| Pl. | Équipe             | J  | V  | D  | %    |
| --- | ------------------ | -- | -- | -- | ---- |
| 1   | Zürich Challengers | 20 | 13 | 7  | .650 |
| 2   | Zürich Barracudas  | 20 | 12 | 8  | .550 |
| 3   | Lausanne Indians   | 20 | 7  | 13 | .350 |
| 4   | Embrach Rainbows   | 20 | 2  | 18 | .100 |

## Phase finale
|  | Demi-finales       | Demi-finales      |                |   | Finale | Finale |
|  | Demi-finales       | Demi-finales      |                |   | Finale | Finale |
|  |                    |                   |                |   |        |        |
|  |                    |                   |                |   |        |        |
|  |                    |                   |                |   |        |        |
|  | Bern Cardinals     | 3                 |                |   |        |        |
|  | Bern Cardinals     | 3                 |                |   |        |        |
|  | Zürich Challengers | 0                 |                |   |        |        |
|  | Zürich Challengers | 0                 | Bern Cardinals | 3 |        |        |
|  |                    |                   | Bern Cardinals | 3 |        |        |
|  |                    | Zürich Barracudas | 0              |   |        |        |
|  | Zürich Barracudas  | Zürich Barracudas | 0              | 3 |        |        |
|  | Zürich Barracudas  |                   |                | 3 |        |        |
|  | Reussbühl Eagles   | 2                 |                |   |        |        |
|  | Reussbühl Eagles   | 2                 |                |   |        |        |